# Кингерсайм
Кингерса́йм (фр. Kingersheim) — коммуна на северо-востоке Франции в регионе Гранд-Эст (бывший Эльзас — Шампань — Арденны — Лотарингия), департамент Верхний Рейн, округ Мюлуз, кантон Кингерсайм. До марта 2015 года коммуна административно входила в состав кантона Виттенем (округ Мюлуз).
Площадь коммуны — 6,69 км², население — 13 154 человека (2006) с тенденцией к стабилизации: 12 954 человека (2012), плотность населения — 1936,3 чел/км².

## Население
Численность населения коммуны в 2011 году составляла 12 955 человек, а в 2012 году — 12 954 человека.
| 1962 | 1968 | 1975 | 1982 | 1990  | 1999  | 2006  | 2011  | 2012  |
| ---- | ---- | ---- | ---- | ----- | ----- | ----- | ----- | ----- |
| 5607 | 5920 | 7928 | 9655 | 11258 | 11961 | 13154 | 12955 | 12954 |

Динамика населения:

## Экономика
В 2010 году из 8554 человек трудоспособного возраста (от 15 до 64 лет) 6298 были экономически активными, 2256 — неактивными (показатель активности 73,6 %, в 1999 году — 70,1 %). Из 6298 активных трудоспособных жителей работали 5549 человек (2907 мужчин и 2642 женщины), 749 числились безработными (343 мужчины и 406 женщин). Среди 2256 трудоспособных неактивных граждан 615 были учениками либо студентами, 890 — пенсионерами, а ещё 751 — были неактивны в силу других причин.
На протяжении 2011 года в коммуне числилось 5431 облагаемое налогом домохозяйство, в котором проживало 12 816 человек. При этом медиана доходов составила 20461 евро на одного налогоплательщика.